# Curcuma mangga
Curcuma mangga är en enhjärtbladig växtart som beskrevs av Theodoric Valeton och Coenraad van Zijp. Curcuma mangga ingår i släktet Curcuma och familjen Zingiberaceae. Inga underarter finns listade i Catalogue of Life.